# Западные среднерусские говоры

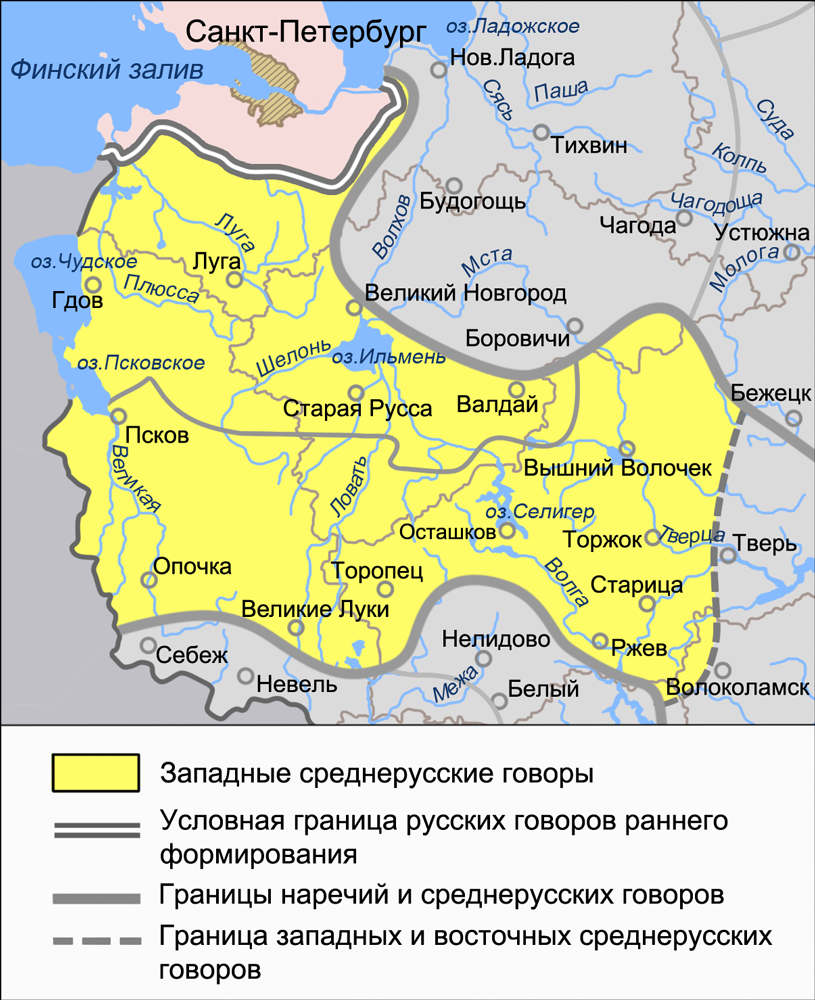
Западные среднерусские говоры

За́падные среднеру́сские говоры — одно из двух больших диалектных объединений среднерусских говоров. Как и для всех среднерусских говоров, для западных характерно наличие языковых явлений распространённых в северном и южном наречиях русского языка.

## Вопросы классификации
При разделении среднерусских говоров на западные и восточные учитываются прежде всего не распространение собственных языковых черт (которые имеют рассеянное расположение и не охватывают всей территории говоров), а распространение диалектных явлений северного и южного наречий, разных на западной и восточной частях среднерусских говоров.
Как для восточных, так и для западных среднерусских говоров, в их внутреннем разделении важно противопоставление на севере и на юге ареалов с различением и неразличением гласных в первом предударном слоге. Эти ареалы образуют акающие и окающие группы говоров, разделяющие западные среднерусские говоры на северную и южную части.
В пределах западных среднерусских говоров не на всех территориях имеется достаточно определённых языковых черт по количеству и по широте распространения, которые позволяют выделить самостоятельные группы говоров. Ареалы местных диалектных явлений, образующие единые языковые комплексы и дающие основание определить группы говоров, находятся в крайне западной части — это Гдовская группа (среди окающих) и Псковская (среди акающих). Остальные говоры — Новгородские и Селигеро-Торжковские самостоятельных групп не образуют, так как объединяют в себе неравномерное распространение мелких ареалов разнодиалектных черт.
Таким образом западные среднерусские говоры разделяются на западные среднерусские окающие говоры (включающие в себя Гдовскую группу говоров и Новгородские говоры) и на западные среднерусские акающие говоры (включающие в себя Псковскую группу говоров и Селигеро-Торжковские говоры).
По классификации на диалектологической карте русского языка 1915 года говоры Гдовской группы и Новгородские говоры относились к Западной группе северновеликорусского наречия (по наличию в них оканья), говоры большей части Псковской группы определялись как переходные говоры на северновеликорусской основе с белорусским наслоением, а основная часть Селигеро-Торжковских говоров входила в Западную группу средневеликорусских говоров.

## Область распространения
Область распространения западных среднерусских говоров охватывает территории к западу от Твери, она включает в себя юго-запад Ленинградской, юго-запад Новгородской, почти всю Псковскую (кроме крайней южной части) и центральную часть Тверской области. С севера к ним примыкают говоры Ладого-Тихвинской группы севернорусского наречия, с юга — говоры Западной и Верхне-Днепровской групп южнорусского наречия, на западе граничат с областями распространения эстонского и латышского языков.

## История
С XII века после утраты Киевом его политического значения началось усиление новых региональных центров, в том числе Пскова и Новгорода, что привело к ослаблению языковых связей между территориями, и как следствие закреплению в них языковых черт, восходящих ещё к славянским племенным диалектам, и появлению местных инноваций. Сформировавшиеся в относительной обособленности от других русских земель диалекты Новгородской и Псковской земель стали основой для современных западных среднерусских говоров. В едином русском государстве усилились междиалектные контакты и влияние соседних русских диалектных объединений (в особенности восточных среднерусских), а с XIX—XX вв. влияние русского литературного языка.

## Особенности говоров
Сочетания языковых черт севернорусского и южнорусского наречий в западных среднерусских говорах можно разделить на общие для всех среднерусских говоров и на известные только на территории западных говоров. Для них характерны также все языковые черты западной диалектной зоны и часть явлений северо-западной и юго-западной диалектных зон.

### Фонетика
1. Произношение только твёрдых губных согласных на конце слова: го́лу[п] (голубь), любо́[ф] (любовь) и т. п.
2. Наличие сочетания мм в соответствии сочетанию бм: о[м:]а́н (обман), о[м:]êр’а́л (обмерял). (1)
3. Наличие сочетания нн в соответствии сочетанию дн: [н:]о (дно), хо́ло[н:]о (холодно). Пример записи текста из Псковского областного словаря — «Ляпёшки пякли с анной картошки, картофныи ляпёшки, галонныи ляпёшки. У каторых лицо бёлае, это бленные люди»[8] . (2)
4. Распространение произношения мягких согласных: же́[н’с]кий, ру́[с’с]кий и т. п. (Распространение нерегулярное, отсутствует на территории у города Торжка).
5. Распространение случаев произношения с в соответствии конечному сочетанию ст: мо[с] (мост), хво[с] (хвост). (1)
6. Произношение слов верх и столб со вторым гласным после плавного: вер’[о́]х (верх), стол[о́]б (столб). (2). Отсутствует в южной части Псковской группы и на части территории Селигеро-Торжковских говоров.
7. Различение твёрдых ц и ч. (2). В восточной части территории Селигеро-Торжковских говоров имеются ареалы c неразличением ц и ч. Встречаются случаи неразличения аффрикат.
8. Произношение слова кринка с мягким р’: к[р’]и́нка. (1). (Севернорусское наречие кроме его южных территорий). Случаи рассеянного распространения произношения к[р]ы́нка (преимущественно в среднерусских акающих говорах). Произношение слова рига с мягким р’: [р]и́га. (1) Отсутствие на западе территории Псковской группы.
9. Ударение на основе у глаголов II спряжения тащить и катить: [та́щиш], [ка́тиш]; на большей части территории ударение на основе также у глаголов дарить, варить, валить и солить. (3)

- 1 — черты характерные для севернорусского наречия.
- 2 — черты характерные для северо-западной диалектной зоны.
- 3 — черты характерные для южнорусского наречия.

### Морфология и синтаксис
1. Наличие сущ. ма́тка, до́чка или дочка́ — мать и дочь, относящихся к продуктивному типу склонения сущ. жен. рода на -а. (1)
2. Формы дательного и предложного пад. ед. числа с окончанием -и (-ы) у сущ. жен. рода на -а с твёрдой и мягкой основой: к земл[и́], к жон[ы́], на рук[и́]. (2)
3. Наличие окончания -ы в форме им. пад. мн. числа сущ. глаз: гла́зы. (1). Отсутствие в восточной части Селигеро-Торжковских говоров.
4. Наличие общей формы дательного и творительного пад. мн. числа сущ. и прилагательных: с пусты́м в’о́др[ам], к пу́стым в’о́др[ам]. (3)
5. Форма именительного пад. мн. числа местоимения весь: вси. (2)
6. Распространение слов — названий ягод, образованных с суффиксом -иц: землян[и́ц]а, брусн[и́ц]а и т. п.
7. Преобладание нестяженных личных форм глаголов с наличием j в ударных и безударных сочетаниях айе типа: зн[а́йе]т, ду́м[айе]т или зн[а́и]т, ду́м[аи]т. Незначительное рассеянное распространение стяженных форм с отсутствием j преимущественно в окающих говорах.
8. Распространение инфинитивов типа печ’ у глаголов с основой на задненёбный согласный и инфинитивов типа ити́т’, нест’. В юго-западной части территории западных среднерусских говоров случаи употребления инфинитивов глаголов типа печи́, нести́.
9. Страдательно-безличный оборот с субъектом действия, выраженный сочетанием предлога у с именем в родительном пад. ед. числа типа у кота всю руку исцарапано. (2)

- 1 — черты характерные для юго-западной диалектной зоны.
- 2 — черты характерные для северо-западной диалектной зоны.
- 3 — черты характерные для севернорусского наречия.